# Inarajan
Inarajan (Chamorro : Inalåhan) est l'une des dix-neuf villes du territoire des États-Unis de Guam.

## Toponymie
Le nom d'origine Chamoru du village, Inalåhan, a été modifié lorsqu'il a été translittéré alors que l'Espagne contrôlait l'île.

## Histoire
L'histoire du village est antérieure à la découverte de Guam en 1521 par les Espagnols. C'est le village du chef légendaire Gadao et un des rares villages avec une population importante à la fin de la domination espagnole en 1898.
En 1950 le village comptait 1 494 habitants dont 814 dans le village lui-même. Aujourd'hui il est le mieux conservé des villages de l'époque espagnole et est connu pour sa riche histoire et sa culture. Il a été inscrit au registre national des lieux historiques.
La population du village a diminué depuis le recensement de l'île en 2000.
Le village comporte plusieurs sites d'intérêts :
- l'église du village qui date d'avant la Seconde Guerre mondiale
- la statue du chef Gadao,
- le village Chamorro de Gef Pa'go
- les peintures de la grotte du chef Gadao
- l'architecture du village historique.

## Résidents notables
- L'ancien vice-président Dave Shimizu (en)